# Марсел Янсен
Марсел Янсен (на немски: Marcell Jansen) е бивш германски футболист, роден на 4 ноември 1985 г. в Мьонхенгладбах. Може да играе както като ляв защитник, така и като ляв полузащитник. В началото на кариерата си е играл и като ляво крило и централен нападател.

## Клубна кариера
Янсен започва да тренира футбол в Мьонхенгладбах ШФ 1910. През 1993 г. отива в ДЮШ на Борусия Мьонхенгладбах, където прекарва повече от 10 години. През септември 2003 г. треньорът на А отбора Евалд Линен го вика за един мач, но го оставя резерва. Янсен дебютира в Първа Бундеслига на 4 декември 2004 г. срещу Херта Берлин под ръководството на Дик Адвокаат. Въпреки злополучния резултат (загуба с 6:0) и дузпата, която прави Янсен, треньорът продължава да залага на него. младият футболист се възползва от контузията на капитана Кристиан Циге и успява да се пребори за титулярното място с новозакупения заместник на Циге - белгийския национал Филип Даемс. След още един добър сезон започват да пристигат оферти от отбори като Барселона, Арсенал, Хамбургер ШФ и Байерн Мюнхен. Новият треньор Юп Хайнкес обаче обявява, че Янсен не се продава. Въпреки това, само година по-късно, футболистът преминава в Байерн Мюнхен за около 10 милиона евро. След само един сезон, в който Янсен често остава на резервната скамейка, той е закупен от Хамбургер за около 9 милиона евро, което го прави най-скъпият футболист на Хамбургер дотогава. През декември 2008 г., в рамките на медицински изследвания с цел изясняване на причините за склонността му към контузии, се оказва, че Янсен има алергия към мляко (лактозна нетолерантност) и глутен (цьолиакия).
През 2015 г. е освободен от Хамбургер, след което решава да спре с футбола.

## Национален отбор
На 3 септември 2005 г. Янсен дебютира за националния отбор срещу Словакия. Той е най-младият играч в състава на Германия на СП 2006, където записва само един мач (срещата за третото място с Португалия. На 2 юни 2007 г. срещу Сан Марино (6:0) отбелязва първия си гол. На Евро 2008 влиза като резерва във финалния мач срещу Испания.

## Успехи
Байерн Мюнхен
- Шампион – 2008
- Носител на Купата на Германия – 2008
- Носител на Купата на Лигата – 2007

 Германия
- Световно първенство, трето място - 2006 Германия
- Европейски вицешампион - 2008 Австрия и Швейцария
- Купа на Конфедерациите, трето място - 2005 Германия